# اینکا وسلی
اینکا وسلی (انگلیسی: Inka Wesely؛ زادهٔ ۱۰ مهٔ ۱۹۹۱) بازیکن فوتبال اهل آلمان است.
از باشگاه‌هایی که در آن بازی کرده‌است می‌توان به باشگاه فوتبال اس‌جی‌اس اسن و باشگاه فوتبال ۱.اف‌اف‌سی توربین پوتسدام اشاره کرد.
وی همچنین در تیم‌های ملی فوتبال Germany women's national under-17 football team, Germany women's national youth football team#Germany women.27s national under-19 squad, Germany women's national under-20 football team، و Germany women's national youth football team#Germany women.27s national under-23 squad بازی کرده‌است.